# 기타우라코한역
기타우라코한역(일본어: 北浦湖畔駅, きたうらこはんえき)은 일본 이바라키현 호코타시에 있는 가시마 임해 철도 오아라이카시마 선의 역이다.

## 역 구조
단선 승강장 1면 1선의 고가역으로, 무인역이다. 축제 상의 승강장으로는 46단의 계단을 올라가야 한다. 플랫폼 상에는 간소한 대합실만 설치되어 있다.
승강장으로 올라가는 계단 옆에 주차장・주륜장・전화 박스・화장실이 설치되어 있다.

## 역 주변
- 기타우라
- 호코타 시립 가미지마니시 초등학교
- 내각정보조사실 기타우라 부 센터 - 기타우라 강 건너 나메가타시에 있는 정보 수집 위성 지상사로 역과 차창에서 2기의 안테나 레 돔이 보인다.
- 이바라키 지방 도로 242호 호코타카시마 선
- 이바라키 지방 도로 18호 이바라키카시마 선
- 호코타 경찰서 가지야마 주재소

## 역사
- 1985년 3월 14일: 영업 개시.

## 인접역
| 가시마 임해 철도 ■ 오아라이카시마 선 | 가시마 임해 철도 ■ 오아라이카시마 선 | 가시마 임해 철도 ■ 오아라이카시마 선 |
| ------------------------------------ | ------------------------------------ | ------------------------------------ |
| 신호코타 미토 방면                   |                                      | 다이요 가시마진구 방면               |